# Emil Noll
Pour les articles homonymes, voir Noll.
Emil Noll, né le 21 novembre 1978 à Idiofa, alors ville du Zaïre, est un footballeur congolo-allemand. Il occupe actuellement le poste de défenseur au Pogoń Szczecin, club de deuxième division polonaise. 

## Biographie
Né à Idiofa au Zaïre, Emil Noll émigre très jeune en Allemagne, et s'installe avec ses parents à Ulm.

### Retourne à l'Est en partant en Pologne
Le 8 juillet 2010, Emil Noll signe un contrat d'un an à l'Arka Gdynia, club de première division polonaise,. Dans une équipe qui joue pour ne pas descendre, Noll ne manque à la mi-saison aucune rencontre, et est le joueur le plus utilisé par son entraîneur Dariusz Pasieka, qui peut compter sur la deuxième meilleure défense du championnat. Le 19 février 2011, Noll marque le premier but de son équipe dans le tout nouveau stade municipal rénové, lors de son inauguration, face au club bulgare du Beroe Stara Zagora et devant un peu plus de treize mille neuf cents personnes. Toujours autant utilisé après la trêve, il ne peut cependant pas éviter la descente de son équipe, qui se classe à l'avant-dernière place.
En août 2011, alors qu'il n'est plus son contrat, il reste en Pologne et rejoint le Pogoń Szczecin, pensionnaire lui aussi de deuxième division. Il y signe un contrat d'un an prolongeable d'une saison.

## Palmarès
- Vice-champion d'Allemagne de D2 : 2006